# Liste der Kulturdenkmale in Alveslohe
In der Liste der Kulturdenkmale in Alveslohe sind alle Kulturdenkmale der schleswig-holsteinischen Gemeinde Alveslohe (Kreis Segeberg) und ihrer Ortsteile aufgelistet (Stand: 10. März 2025).

## Legende
In den Spalten befinden sich folgende Informationen:
- Objekt-ID: die Nummer des Kulturdenkmales
- Lage: die Adresse des Kulturdenkmales und die geographischen Koordinaten. Kartenansicht, um Koordinaten zu setzen. In der Kartenansicht sind Kulturdenkmale ohne Koordinaten mit einem roten Marker dargestellt und können in der Karte gesetzt werden. Kulturdenkmale ohne Bild sind mit einem blauen Marker gekennzeichnet, Kulturdenkmale mit Bild mit einem grünen Marker.
- Offizielle Bezeichnung: Bezeichnung des Kulturdenkmales
- Beschreibung: die Beschreibung des Kulturdenkmales
- Bild: ein Bild des Kulturdenkmales

## Sachgesamtheiten
| Objekt-ID | Lage                                          | Offizielle Bezeichnung | Beschreibung | Bild |
| --------- | --------------------------------------------- | ---------------------- | --- | ---- |
| 21984     | Kadener Straße 9 (53° 47′ 6″ N, 9° 56′ 52″ O) | Gut Kaden              | Gut Kaden; 18.-19. Jh.; Hofanlage des ehem. adligen Guts Kaden aus Herrenhaus, Ehrenhof mit Pflasterung, zentraler Lindenallee, Eingangstor, ehem. Kuhhaus (Caddyhaus), ehem. Verwalterhaus, nördlicher Gartenallee, Allee zum ehem. Teehaus sowie Zufahrtsallee - Begründung: geschichtlich, künstlerisch, städtebaulich, Kulturlandschaft prägend - Schutzumfang: Herrenhaus, ehem. Kuhhaus (Caddyhaus), ehem. Verwalterhaus, Ehrenhof mit Pfasterung, Zufahrtsallee, Eingangstor, zentrale Lindenallee, nördliche Gartenallee, Allee zum ehem. Teehaus | BW   |

## Bauliche Anlagen
| Objekt-ID     | Lage                                          | Offizielle Bezeichnung | Beschreibung | Bild            |
| ------------- | --------------------------------------------- | ---------------------- | --- | --------------- |
| 1200 Wikidata | Kadener Straße 9 (53° 47′ 7″ N, 9° 56′ 53″ O) | Gut Kaden: Herrenhaus  | Das Herrenhaus stammt in seinem Kern noch aus dem Jahre 1754. Es handelt sich um einen zweigeschossigen Putzbau unter Walmdach mit einer siebenachsigen Hof- und einer fünfseitigen Gartenfassade; mit breiten Mittelrisaliten und dezentem neugotischem Dekor. Als Baumeister wurde Ernst Georg Sonnin verpflichtet, der durch den Bau der Hamburger Michaeliskirche zu den bekanntesten Architekten Norddeutschlands in seiner Epoche wurde. 1864–70 Umbau - Begründung: geschichtlich, künstlerisch, städtebaulich, Kulturlandschaft prägend - Schutzumfang: gesamtes Objekt - Denkmaltyp: Bauliche Anlage, Sachgesamtheit: Gut Kaden | Fotos hochladen |

## Gründenkmale
| Objekt-ID | Lage                                          | Offizielle Bezeichnung | Beschreibung | Bild |
| --------- | --------------------------------------------- | ---------------------- | --- | ---- |
| 28333     | Kadener Straße 9 (53° 47′ 4″ N, 9° 56′ 50″ O) | zentrale Lindenallee   | zentrale Lindenallee; um 1864; knapp 250 Meter lange, auf einem Damm nach Nordost verlaufende Allee durch den ehem. Gutspark Kaden - Begründung: geschichtlich, Kulturlandschaft prägend - Schutzumfang: gesamtes Objekt - Denkmaltyp: Gründenkmal, Sachgesamtheit: Gut Kaden | BW   |